# Harutaka Ono
Harutaka Ono (大野 敏隆 Ono Harutaka?), född 12 maj 1978, är en japansk tidigare fotbollsspelare.
I juni 1997 blev han uttagen i Japans trupp till U20-världsmästerskapet 1997.